# Peille
Peille är en medeltida by två mil norr om Nice i Frankrike. Här firas årligen i juli en Leo Ferré-festival.

## Befolkningsutveckling
Antalet invånare i kommunen Peille
| Referens: INSEE |